# Батна (покрајина)
Батна (арап. ولاية باتنة), једна је од 48 покрајина у Народној Демократској Републици Алжир. Покрајина се налази у североисточном делу земље у појасу између планинских венца Атласа и Аураса.
Покрајина Батна покрива укупну површину од 12.192 km² и има 1.128.030 становника (подаци из 2008. године). Највећи град и административни центар покрајине је град Батна.